# Trichophaea hybrida
Trichophaea hybrida är en svampart som först beskrevs av James Sowerby, och fick sitt nu gällande namn av Trond Schumacher 1988. Trichophaea hybrida ingår i släktet Trichophaea och familjen Pyronemataceae.  Arten är reproducerande i Sverige. Inga underarter finns listade i Catalogue of Life.